# 左手 (漫画)
『左手』（ひだりて）は、CLAMPによる日本の読み切り漫画。『サウス1994年Summer号』（新書館）掲載。

## あらすじ
布団の中に隠れていれば安全という布団の結界を信じている少年。入院した彼は、別の部屋で少女の左手がベッドからはみ出ているのを見つける。迷った末にそのままにしていくが、次に訪れた際に彼女の左手が切り落とされているのを見て、戻さなかったことを後悔する。